# Арета Кесарийски
Арета Кесарийски е византийски духовник, теолог, писател и поет от началото на X век – ученик на патриарх Фотий и митрополит на Кесария Кападокийска. Автор е на коментари (схолии) на Апокалипсиса и на съчиненията на Платон, Лукиан, Евсевий Кесарийски, Дион Хризостом, Аристид и др. Запазени са също так негови писма, омилии и похвални слова.

## Живот
Сведенията за живота на Арета Кесарийски са оскъдни, но се предполага, че той е живял между 850 и 932 г. Роден е в Патра, Гърция. В края на IX век пристига в Константинопол, където става личен ученик на патриарх Фотий. През 895 г. Арета е ръкоположен за дякон, а през 904 г. патриарх Николай Мистик го ръкополага за митрополит на Кесария. В Константинопол Арета участва активно в политиката и в дворцовите интриги по време на управлението на Лъв VI. Особено деен е в споровете около каноничността на четвъртия брак на императора.

## Творчество
Арета Кесарийски оставя богато литературно наследство. Автор е на цяла компилация от коментари на гръцки език към Апокалипсиса на Йоан, за чието съставяне е използвал подобна творба на своя предшественик Андрей Кесарийски. Коментарът на Арета към Откровението Йоаново е отпечатан за първи път през 1535 г. като приложение в сборник с творбите на епископ Икуменей Трикски. Според германския византолог Алберт Ерхард е възможно Арета да е бил автор и на други коментари на библейски текстове.
На Арета Кесарийски принадлежат и редица коментари към съчинения на Платон, Лукиан, Аристид, Евсевий Кесарийски, Дион Хризостом и др. Известният Платонов ръкопис Codex Clarkianus, пренесен от Патра в Лондон, е бил преписан по поръчка на Арета Кесарийски. Негово притежание са били и някои съхранени ръкописи с оригинални творби на Евклид, Аристид и вероятно на Дион Хризостон. Голяма част от произведенията на Арета Кесарийски, съдържащи се в т.нар. Московски кодекс, не са издавани. В трудовете на митрополита се съдържат и най-ранните позования на Марк-Аврелиевата „Към себе си“. В едно от писмата си до император Лъв VI, както и в схолиите си за Лукиан и Дион Хризостом, Арета споменава, че притежава сборника с разсъжденията на Марк Аврелий
На Арета Кесарийски принадлежат омилии и памфлети, един от които обвинява Лъв Хиросфакт в езичество.